# Hansei
 (juillet 2021).
Si vous disposez d'ouvrages ou d'articles de référence ou si vous connaissez des sites web de qualité traitant du thème abordé ici, merci de compléter l'article en donnant les références utiles à sa vérifiabilité et en les liant à la section « Notes et références ».
Hansei (反省, « auto-réflexion ») est un terme japonais utilisé pour désigner la reconnaissance de sa propre erreur et son engagement à s'améliorer. Il est très proche du proverbe allemand Selbsterkenntnis ist der erste Schritt zur Besserung (« la conscience de soi est le premier pas vers l'amélioration »).
Dans le hansei, l'accent est mis sur ce qui n'a pas fonctionné et sur la création de plans clairs pour éviter que cela ne se reproduise. Cela se fait de manière régulière. Chez Toyota, même si vous atteignez l'objectif d'un projet avec succès, une hansei-kai (« réunion de réflexion ») est organisée pour examiner ce qui n'a pas été. Si un responsable ou un ingénieur déclare qu'il n'y a pas eu de problèmes dans le déroulement du projet, on lui rappelle que l'« absence de problèmes est un problème » — en d'autres termes, il n'a pas évalué le projet de manière objective et critique pour trouver des possibilités d'amélioration. L'absence de problèmes indique qu'il n'a pas suffisamment travaillé pour atteindre (ou dépasser) ses pleines capacités.
Un exemple du hansei est les excuses publiques des politiciens japonais condamnés pour corruption et leur retrait de la politique publique pendant quelques années. Ils reprennent leur carrière après une période culturellement acceptée où on estime qu'ils ont appris la leçon.
Dans les sociétés japonaises, il est courant qu'un dirigeant s'attende au hansei de ses subordonnés en cas d'erreur. Le responsable assumera publiquement le blâme, tandis que le département s’emploiera à résoudre le problème.
Le hansei intègre également le fait de reconnaître un succès avec modestie et humilité. Arrêter le hansei signifie arrêter d'apprendre. Avec le hansei, il est convenu qu'on ne devient jamais convaincu de sa propre supériorité et qu'il y a toujours besoin de nouvelles améliorations.